# Lämmelskål
Lämmelskål (Capillipes cavorum) är en svampart som beskrevs av R. Sant. 1956. Lämmelskål ingår i släktet Capillipes och familjen Helotiaceae.  Arten är reproducerande i Sverige. Inga underarter finns listade i Catalogue of Life.